# Ormoc
Pour les articles homonymes, voir Ormoc.
Ormoc est une municipalité des Philippines située dans la province de Leyte, sur l'île de Leyte, dans la région des Visayas orientales
Lors du recensement de 2020, sa population s'élève à 230 998 habitants. C'est la deuxième ville pour la population après la capitale provinciale Tacloban.

## Géographie
Ormoc est une ville portuaire, située au fond de la baie d'Ormoc, qui fait partie de la mer des Camotes.
D'une superficie totale de 613,60 kilomètres carrés, ce qui en fait la plus grande ville de Leyte en termes de superficie, Ormoc est divisée administrativement en 85 barangays : 
- Airport
- Alegria
- Alta Vista
- Bagongbong
- Bagong Buhay
- Bantigue
- Batuan
- Bayog
- Biliboy
- Cabaon-an
- Cabintan
- Cabulihan
- Cagbuhangin
- Camp Downes
- Can-adieng
- Can-untog
- Catmon
- Cogon Combado
- Concepcion
- Curva
- Danhug (Lili-on)
- Dayhagan
- Dolores
- Domonar
- Don Carlos B. Rivilla Sr. (Boroc)
- Don Felipe Larrazabal
- Don Potenciano Larrazabal
- Doña Feliza Z. Mejia
- Donghol
- East (Poblacion)
- Esperanza
- Gaas
- Green Valley
- Guintigui-an
- Hibunawon
- Hugpa
- Ipil
- Juaton
- Kadaohan
- Labrador (Balion)
- Lake Danao
- Lao
- Leondoni
- Libertad
- Liberty
- Licuma
- Liloan
- Linao
- Luna
- Mabato
- Mabini
- Macabug
- Magaswi
- Mahayag
- Mahayahay
- Manlilinao
- Margen
- Mas-in
- Matica-a
- Milagro
- Monterico
- Nasunogan
- Naungan
- North (Poblacion)
- Nueva Sociedad
- Nueva Vista
- Patag
- Punta
- Quezon, Jr.
- Rufina M. Tan (Rawis)
- Sabang Bao
- Salvacion
- San Antonio
- San Isidro
- San Jose
- San Juan
- San Pablo (Simangan)
- San Vicente
- Santo Niño
- South (Poblacion)
- Sumangga
- Tambulilid
- Tongonan
- Valencia
- West (Poblacion)

| Matag-ob | Kananga | Carigara               |
| Merida   | Ormoc   | Jaro, Pastrana, Dagami |
|          | Albuera | Burauen                |

Ormoc est traversée par plusieurs rivières : la rivière Bao au nord, la rivière Pagsangahan à l'ouest, les rivières Bagong-bong et Panilahan au sud, la rivière Anilao à l'est et la rivière Malbasag à l'ouest.

## Histoire
Le 8 novembre 2013, Ormoc a été ravagée par le typhon Haiyan, après avoir déjà considérablement souffert de la tempête tropicale Thelma en novembre 1991.

## Personnalités liées
- John Riel Casimero (1989-), boxeur professionnel philippin, né à Ormoc.